# ویلوبرک، شهرستان ویل، ایلینوی
ویلوبرک (به انگلیسی: Willowbrook) یک حوزه سرشماری در ایالات متحده آمریکا است که در ایلینوی واقع شده‌است. ویلوبرک ۲٬۰۷۶ نفر جمعیت دارد.